# Torréfaction de la biomasse
 (janvier 2019).
Si vous disposez d'ouvrages ou d'articles de référence ou si vous connaissez des sites web de qualité traitant du thème abordé ici, merci de compléter l'article en donnant les références utiles à sa vérifiabilité et en les liant à la section « Notes et références ».
Le principe de la torréfaction pour libérer les arômes de certains aliments (réactions de Maillard) est connu depuis plus de 5 siècles. En revanche, lorsque l’on parle de torréfaction de biomasse (énergie), le concept est beaucoup plus récent et la finalité du traitement n’est pas la même. En effet, l’objectif recherché est non pas la libération d’arômes mais la dégradation des fibres contenues dans la biomasse.

## Principe
La torréfaction (ou dépolymérisation) de la biomasse est un traitement thermo-chimique « doux » (compris entre 200 et 320 °C) visant à éliminer l’eau et à modifier une partie de la matière organique de la biomasse pour casser les fibres.
Pendant le processus de torréfaction, les organiques légers sont extraits et la structure de la biomasse est dépolymérisée et modifiée ce qui conduit à la cassure des fibres. Cette modification engendre un changement significatif des propriétés physiques de la biomasse :
- La biomasse devient friable ce qui facilite et améliore sa mise en forme (broyage).
- La biomasse devient hydrophobe, ce qui permet un stockage longue durée sans altération de la qualité du produit (pas de dégradation biologique, fermentation …)

Chaque biomasse possède une température de torréfaction propre qui correspond à l’élimination totale de l’eau et à la dégradation juste nécessaire de la matière organique pour obtenir l’altération des fibres responsables de la friabilité et de l’hydrophobie du matériau.
Pour le bois de type résineux la température de torréfaction est d’environ 240 °C.
La torréfaction de la biomasse est différente de la torréfaction « classique » (pour le café, le cacao …). La biomasse n’est pas « grillée » mais elle est chauffée uniformément depuis l’extérieur jusqu’au cœur.
Si nous prenons le cas particulier du bois, celui-ci est constitué d’hémicellulose, de cellulose, de lignine et d’autres substances organiques en quantités moindres (polysaccharides, pentosanes, hexosanes, résines, tannins, colorants, cires, alcaloïdes ...) appelés extraits. Lors de la torréfaction, la structure moléculaire du bois est modifiée ce qui provoque un changement de ses propriétés. La torréfaction libère l’eau et évapore des matières organiques volatiles par décomposition de l’hémicellulose et des extraits. La lignine subit une modification mineure, une sorte de ramollissement, tandis que la cellulose n’est pas du tout altérée par la température. Comme l’hémicellulose sert de liant à la cellulose, sa suppression fragilise l’édifice et par conséquent rend la structure fragile. Le matériau devient alors très friable. La dégradation de l’hémicellulose permet en outre, l’élimination de l’eau et surtout rend le bois irréversiblement hydrophobe. Ainsi, une fois évaporée, l’eau n’est pas réabsorbée par le bois.
D’un point de vue énergétique, l’énergie contenue dans la biomasse est quasiment totalement préservée : par exemple, pour le bois, 95 % de l’énergie initiale est conservée lorsque la torréfaction se déroule à 240 °C, température qui correspond à la température de torréfaction de ce matériau.

## La valeur ajoutée de la biomasse torréfiée
La biomasse torréfiée est un combustible solide de haute qualité, idéal pour de nombreux types d’applications industrielles, générales ou spécifiques (production d’électricité, production de chaleur, cogénération, chauffage central...). C’est un nouveau combustible offrant de nouvelles perspectives aux énergies renouvelables.

### Haute densité énergétique
En torréfiant la biomasse (bois par exemple) le PCI passe de 10–11 GJ/m3 à 18–20 G J/m3 ce qui conduit à une économie de près de 50 % en termes de coûts de transport.

### Une broyabilité améliorée
La biomasse torréfiée est un matériau que l’on peut plus facilement broyer qu’une biomasse fraîche et brute car la torréfaction a modifié sa structure en la rendant sèche et moins fibreuse et par conséquent moins tenace et plus friable.
Le processus de production de pellets de biomasse torréfiée est le même que celui utilisé pour la biomasse brute mais la pression de compactage est 2 fois moins élevée que pour les pellets de biomasse brute. L’un des avantages des granulés de biomasse torréfiée est leur hydrophobie et leur durabilité lors du stockage : ils sont insensibles aux fluctuations de température et d’humidité. De plus, la diversité des biomasses à torréfier influence très peu la qualité des pellets qui reste régulière car la torréfaction transforme l’hémicellulose et sèche le matériau. La torréfaction permet aussi d’obtenir une régularité en termes de densité.

### Diminution des risques d’auto-inflammation
L’élimination de l’eau et des composés volatils légers, pendant la torréfaction, empêche la montée en température de la biomasse torréfiée par fermentation et repousse la température d’auto-inflammation.

### Élimination de l’activité biologique
Lors de la torréfaction, la destruction des glucides les plus facilement assimilables du bois (notamment l'amidon) réduit fortement les risques d'attaques biologiques. Le traitement thermique la rend aussi hydrophobe car il dépolymérise le bois, ce qui réduit les possibilités de réaction chimique : la plupart des enzymes biologiques ont besoin d'eau. Ces changements permettent d'acquérir une grande résistance aux insectes xylophages et la préserve des attaques fongiques, de la fermentation et du pourrissement. Par conséquent, il y n’a aucun problème de dégradation des stocks y compris lorsque ceux-ci sont exposés aux intempéries.